# مهاجرت معکوس نخبگان
مهاجرت معکوس نخبگان یا بازگشت نخبگان (به انگلیسی: Reverse brain drain) نوع خاصی از مهاجرت سرمایه انسانی است که در آن در جهت معکوس از یک کشور بیش‎تر توسعه یافته به  کشوری کمتر توسعه یافته کشور اتفاق می‌افتد.
این مهاجران همچنین ممکن است توانمندی‌ها، مهارت‌ها و سرمایه‌های مادی خود را به کشور وطن خود بیاورند.
کشورهایی که به موضوع ایجاد زیست‌بوم کارآفرینی، توسعه اقتصاد دانش‌بنیان و شرکت‌های نوپا توجه می‌کنند، شانس بیش‌تری برای مهاجرت معکوس نخبگان و بازگرداندن متخصصان و دانشگاهیان به کشورشان دارند.

## پیوندها
- International students
- student migration